# Co gryzie Jimmy’ego?
Co gryzie Jimmy’ego? (ang. Out of Jimmy’s Head) – amerykański serial fabularny.
Jest to kolejny serial fabularny emitowany w polskim Cartoon Network, a premierowy odcinek serialu został wyemitowany 6 października 2008 roku.

## Fabuła
Po zwariowanym wypadku Jimmy Roberts dostaje mózg legendarnego twórcy kreskówek – Milta Appleday. Od tego czasu może widzieć postacie z jego kreskówek w codziennym życiu.

## Postacie

### Ludzie
- Jimmy Roberts – ma 12-13 lat. Widzi postaci z kreskówek i jest zakochany w Robin.
- Craig Wheeler – najlepszy przyjaciel Jimmy’ego. Młodszy brat Robin.
- Robin Wheeler – starsza siostra Craiga. Ma 13-14 lat i jest zakochana w Jimmym, choć tego nie okazuje.
- Sonny Alabaster Appleday – syn Milta. Usiłuje ukraść Jimmy’emu mózg, ale nigdy mu się to nie udaje. Zawsze ma ze sobą worek ze znakiem dolara, który nazywa "Mamonka". W jednym odcinku zamienia się z Jimmym ciałem.
- Ken Roberts – ojciec Jimmy’ego. Pracuje w szkole Jimmy’ego.
- Louisa Roberts – jest matką Jimmy’ego i profesorem astronomii. Często lata w kosmos.
- Yancy Roberts – kosmitka, starsza adoptowana siostra Jimmy’ego. Ma ona 16 lat, zieloną skórę i antenki na głowie. Jej chłopakiem jest Mike.
- Mike Wilkovitz – wilkołak, jest chłopakiem Yancy. Lubi wyć do księżyca.
- Animal-Loving Kevin – jest dzieciakiem chodzącym do szkoły Jimmy’ego. Często przynosi do szkoły swoje zwierzaki.
- Jake Świroman – jest maniakiem chodzącym do szkoły Jimmy’ego.

### Animowane
- Golly Gopher – jest susłem i chłopakiem Dolly. Nosi niebieską koszulkę z żółtymi paskami. Lider Grupy. Potrafi być wredny i złośliwy. Stara się być zawsze uśmiechnięty.
- Dolly Gopher – dziewczyna Golly’ego. Jest susłem. Nosi żółtą kokardkę i sukienkę tego samego koloru z niebieskimi paskami. Jest miła i słodka. Często podpowiada Jimmy'iemu jak zdobyć Robin.
- Tux – jest pingwinem. Nosi okulary i czerwoną muszkę. Opowiada kawały, które śmieszą tylko jego. W jednym odcinku Jimmy wykpił jego kawały i postanowił uciec, ale potem wrócił.
- Crocco – jest aligatorem. Nosi pomarańczową czapkę i fioletowy szal. Ma bardzo niski poziom inteligencji.
- Kiszon i Ciarek – ogórek i jeż. Nic nie mówią i ciągle walczą. Są parodią "Tom i Jerry".

## Obsada

### Aktorzy
- Dominic Janes – Jimmy Roberts
- Micah Karns – Craig Wheeler (film)
- Jon Kent Ethridge – Craig Wheeler (serial)
- Eunice Cho – Robin Wheeler (film)
- Tinashe Kachingwe – Robin Wheeler (serial)
- Matt Knudsen – Sonny Alabaster Appleday
- Bil Dwyer – Ken Roberts
- Rachel Quaintance – Luisa Roberts
- Rhea Lando – Yancy Roberts
- Ryan Eggold – Mike Werewolfowitz
- Austin Rogers – Animal-Loving Kevin
- Caden Michael Gray – Jake Świroman
- Sterling Knight – Brad

### Dubbing postaci animowanych
- Paul Reubens – Golly Gopher (film)
- Carlos Alazraqui – Golly Gopher (serial)
- Ellen Greene – Dolly Gopher
- Tom Kenny – Tux
- Brian Posehn – Crocco

## Wersja polska

### Film
Opracowanie wersji polskiej: Master Film na zlecenie Warner Bros.

Reżyseria: Elżbieta Jeżewska

Dialogi: Elżbieta Kowalska

Dźwięk: Urszula Ziarkiewicz-Kuczyńska

Montaż: Jan Graboś

Kierownictwo produkcji: Romuald Cieślak

Wystąpili:
- Mateusz Narloch – Jimmy Roberts
- Tomasz Kozłowicz – Golly Gopher
- Grzegorz Wons – Sonny Alabaster Appleday
- Waldemar Barwiński – Tata
- Michał Borowiec – Craig Wheeler
- Maja Cygańska – Robin Wheeler
- Joanna Jeżewska – Mama
- Joanna Koroniewska – Yancy Roberts
- Jolanta Wilk – Dolly Gopher
- Mieczysław Morański – Tux
- Adam Krylik – Crocco
- Mirosław Wieprzewski – Dziadek Craiga
- Stefan Knothe – Milt Appleday
- Krzysztof Banaszyk
- Justyna Bojczuk
- Elżbieta Gaertner
- Anna Gajewska
- Joanna Jędryka
- Roger Karwiński – Logan
- Grzegorz Małecki
- Janusz Zadura
- Maciej Szary
- Cezary Nowak
- Jarosław Domin
- Grzegorz Drojewski
- Paweł Bukrewicz – Lektor

### Serial
Wersja polska: Master Film na zlecenie WARNER BROS.

Reżyseria: Elżbieta Jeżewska

Dialogi:
- Dorota Filipek-Załęska (odc. 1-7, 11, 20),
- Maria Horodecka (odc. 8-10, 12, 14),
- Witold Surowiak (odc. 13),
- Agnieszka Farkowska (odc. 15-19)

Dźwięk: Urszula Ziarkiewicz

Montaż: Gabriela Turant-Wiśniewska

Kierownictwo produkcji: Romuald Cieślak

Teksty piosenek:
- Bogusław Nowicki (odc. 1-20),
- Andrzej Brzeski (odc. 15)

Opracowanie muzyczne: Piotr Gogol

Wystąpili:
- Mateusz Narloch – Jimmy Roberts
- Michał Borowiec – Craig Wheeler
- Waldemar Barwiński – Tata
- Tomasz Kozłowicz – Golly Gopher
- Jolanta Wilk – Dolly Gopher
- Lucyna Malec – Muriel J. Fairplay (odc. 1)
- Martyna Sandach – Robin Wheeler
- Mieczysław Morański –
  - Tux,
  - Cruxie (odc. 17),
  - Nuxie (odc. 17),
  - Luxie (odc. 17)
- Grzegorz Wons – Sonny Alabaster Appleday
- Joanna Koroniewska – Yancy Roberts
- Julia Hertmanowska – Hilda Jeffries (odc. 3)
- Leszek Zduń – Mike
- Kajetan Lewandowski – Naczelny (odc. 3)
- Joanna Jeżewska – Mama
- January Brunov – Crocco
- Wojciech Paszkowski – Daryl (odc. 5)
- Krzysztof Szczerbiński – Jimbotron (odc. 6)
- Stefan Knothe – DJ Kasior (odc. 7)
- Zbigniew Konopka – Logan Ogr (odc. 7)
- Franciszek Rudziński – Chester Kingsley Weatherhead (odc. 8)
- Włodzimierz Press – Ojciec Chestera (odc. 8)
- Andrzej Blumenfeld – Krzepki Puchacz (odc. 9)
- Ryszard Nawrocki – Strażnik Millican (odc. 9)
- Paweł Szczesny –
  - Szeryf Akita (odc. 11),
  - Król (odc. 13)
- Rafał Kołsut – Szalony Jake (odc. 11, 14)
- Adam Bauman – Ojciec Craiga (odc. 12)
- Agata Gawrońska – Matka Craiga (odc. 12)
- Krzysztof Królak –
  - Lance (odc. 13),
  - Donny Ironsides (odc. 15)
- Joanna Pach – Księżniczka Gugulfa (odc. 13)
- Ilona Kuśmierska – Wiedźma (odc. 13)
- Janusz Wituch –
  - Troll (odc. 13),
  - Prezenter radiowy (odc. 16),
  - Gary (odc. 19)
- Maciej Szary – Pan Prime (odc. 14)
- Modest Ruciński – Larry Wasserman (odc. 15)
- Mirosław Wieprzewski –
  - Lekarz (odc. 16),
  - Dziadek (odc. 19)
- Zbigniew Suszyński – Durzagon (odc. 16)
- Aleksandra Kowalicka – Undine (odc. 17)
- Aleksandra Koncewicz – Panna Plattner (odc. 18)
- Beata Sadkowska –
  - Papuga (odc. 18),
  - Panna Shank (odc. 20)
- Roger Karwiński – Logan (odc. 19)
- Mirosława Nyckowska – Edna (odc. 19)
- Marek Molak – Kevin (odc. 19)
- Beniamin Lewandowski – Easily-Excited Kid (odc. 19)
- Elżbieta Gaertner – Carol Ann (odc. 20)
- Jacek Kopczyński – Lektor

i inni
Śpiewali:
- Michał Rudaś, Adam Krylik, Artur Bomert (odc. 1-20)
- Jakub Molęda, Rafał Drozd (odc. 15)

## Odcinki
- Serial liczy 20 odcinki i 1 film pełnometrażowy.
- Premiera w Polsce na kanale Cartoon Network:
  - film pełnometrażowy „Reanimowany” – 5 października 2008 roku, w ramach Kina Cartoon Network o godz. 09:00 i 18:00,
  - Odcinki 1-20 – 6 października 2008 roku.
- Odcinek 5 „Duchy” został wyemitowany po raz pierwszy 31 października 2008 roku w halloweenowym maratonie w technice trójwymiarowej.
- Pełnometrażowy film został również wyemitowany na kanale HBO Comedy w wersji lektorskiej.

### Spis odcinków
| Premiera odcinka | Nr | Tytuł               | Moment przełomowy                                            |  |
| ---------------- | -- | ------------------- | ------------------------------------------------------------ |  |
|                  |    |                     |                                                              |  |
| FILM             |    |                     |                                                              |  |
|                  |    |                     |                                                              |  |
| 05.10.2008       | F1 | Re-Animated         | Po raz pierwszy pojawiają się: Jimmy, Robin i Craig          |  |
|                  |    |                     |                                                              |  |
| SERIA PIERWSZA   |    |                     |                                                              |  |
|                  |    |                     |                                                              |  |
| 07.10.2008       | 01 | Talent Show         | W szkole odbywa się konkurs talentów                         |  |
|                  |    |                     |                                                              |  |
| 06.10.2008       | 02 | Friends             | Dyrektor usiłuje zawiesić Robin wykonanie praw ucznia        |  |
|                  |    |                     |                                                              |  |
| 09.10.2008       | 03 | Sleepover           | Jimmy i koledzy urządzają piżamową imprezę                   |  |
|                  |    |                     |                                                              |  |
| 10.10.2008       | 04 | Mascot              | Jimmy zostaje maskotką szkoły                                |  |
|                  |    |                     |                                                              |  |
| 31.10.2008       | 05 | Ghosts              | Jimmy i przyjaciele bawią się w "Fant czy żart"              |  |
|                  |    |                     |                                                              |  |
| 13.10.2008       | 06 | Sick Day            | Sonny zastępuje Jimmy’ego jego mechanicznym sobotwórem       |  |
|                  |    |                     |                                                              |  |
| 15.10.2008       | 07 | Bully               | Sonny kradnie bejsboliście mózg                              |  |
|                  |    |                     |                                                              |  |
| 14.10.2008       | 08 | Skate Night         | Dolly zabiera Jimmy’ego na wyspę                             |  |
|                  |    |                     |                                                              |  |
| 08.10.2008       | 09 | Soda                | W mieście pojawia się reporterka                             |  |
|                  |    |                     |                                                              |  |
| 17.10.2008       | 10 | Detention           | Jimmy ukrywa przed Robin tajemnicę                           |  |
|                  |    |                     |                                                              |  |
| 20.10.2008       | 11 | Ambush              | Robin gra w nową grę - "Ambush"                              |  |
|                  |    |                     |                                                              |  |
| 23.10.2008       | 12 | Cartoons Drive      | Jimmy pomaga Robin w tworzeniu kampanii na prezydenta szkoły |  |
|                  |    |                     |                                                              |  |
| 16.10.2008       | 13 | Outdoors            | Jimmy jedzie na łono natury                                  |  |
|                  |    |                     |                                                              |  |
| 21.10.2008       | 14 | Craig Steals Dad    | Craig zaprzyjaźnia się z ojcem Jimmy’ego                     |  |
|                  |    |                     |                                                              |  |
| 24.10.2008       | 15 | Stunt               | Craig i Jimmy umieszczają klip wideo w internecie            |  |
|                  |    |                     |                                                              |  |
| 22.10.2008       | 16 | Princess            | Robin idzie na randkę z chłopakiem                           |  |
|                  |    |                     |                                                              |  |
| 27.10.2008       | 17 | Movie               | Jimmy kręci film o kosmitach                                 |  |
|                  |    |                     |                                                              |  |
| 28.10.2008       | 18 | Bad Fad             | Jimmy wspomina swoje dzieciństwo                             |  |
|                  |    |                     |                                                              |  |
| 29.10.2008       | 19 | Out of Jimmy’s Body | Robin chce zobaczyć film o ciele Jimmy’ego                   |  |
|                  |    |                     |                                                              |  |
| 30.10.2008       | 20 | Lunch Tables        | Jimmy walczy o stół obiadowy                                 |  |
|                  |    |                     |                                                              |  |